# 武則天 (1984年電視劇)
《武則天》（英語：Empress Wu）是1984年香港亞洲電視根據歷史人物武则天的傳說故事改编的古裝電視劇，全劇共40集，監製李兆華。

## 劇情
明慧師傅弟子明崇儼為查明自己身世私自下山，師兄宇文駿奉師命追趕，在一村落遇到少女武媚娘。媚娘被唐太宗李世民選為才人，不久入宮。太子李承乾與四皇子李泰爭鬥不休，媚娘無意中撞見太子豢養男寵稱心，太子派稱心追殺，事敗失寵；之後受叔叔漢王李元昌慫恿，趁皇帝出巡時謀反，但媚娘勸太宗勿乘被元昌下毒的的盧馬，未能成事。由此太子被貶，後來客死他鄉。媚娘在宮內學習詩詞禮儀，老師正是已成為太傅的宇文駿，媚娘憑著機智，數次捉弄迂腐的老師。
太宗對媚娘大為讚賞，欲封其為昭儀，但術士袁天綱稱武氏將會傾覆大唐江山，太宗從此將她冷落，長孫皇后從旁勸解無效。九皇子李治平日常與媚娘嬉遊，二人發展出感情，但被迫與表妹王氏成婚。媚娘聽宇文駿建議為皇帝禱告欲打動皇上，皇后不久逝世。太宗欲殺媚娘，被袁天綱阻止。李元昌告訴明崇儼，他其實是李元吉的兒子，母親則是烏孫使臣之妹伊拉姑娘，他父母均是被太宗所殺。明崇儼兩次入宮行刺太宗未遂，但太宗亦因精力耗盡而駕崩，遺詔令媚娘出家為尼。唐高宗李治繼位，媚娘到了寺中，遇到了同樣被迫出家的馮小寶，二人交好。寺內住持是勢利的玉清師太，對媚娘百般刁難虐待。李泰寄居在大臣韋挺家中，將自己的姬妾、已懷孕的蕭氏獻給李治。李元昌欲聯手李泰謀反，被李泰出賣，死於宇文駿劍下。
高宗專寵蕭氏，忘了媚娘，宇文駿辭官回家，臨走前到感業寺向媚娘求婚被拒。小寶受媚娘之託見李治，但被王皇后阻攔。蕭淑妃產下兒子後，更得高宗寵愛。明崇儼幫助媚娘殺死袁天綱，又在李泰陷害王皇后時，乘機聯合皇后使媚娘重新入宮。媚娘產下雙胞胎，引來李泰遣殺手追殺。李泰迫不及待欲殺高宗、媚娘奪位，但明崇儼趕到，李泰在混亂中殺死蕭淑妃，之後被明崇儼重傷身死。媚娘的姐姐賀蘭夫人幫她照顧孩子，愛上了宇文駿。武昭儀重新入宮後報復了玉清師太，明崇儼也成為高宗面前的紅人，長孫無忌派上官儀調查明崇儼身世。
宇文駿回鄉途中兩次救助一貧民少女夏飛煙，後又遇見上官儀的孫女婉兒。在明崇儼建議下，武昭儀開始參與政事。王皇后為對付武昭儀拉攏宇文駿，勸高宗封其為吏部侍郎。武昭儀為賑災而改革財政，暗殺對大唐不敬的吐蕃來使，得到狄仁傑的支持。明崇儼、宇文駿出使吐蕃與其修好，答應將大唐郡主嫁給吐蕃王。宮中女子無人願嫁，最後與武昭儀要好的宮女明兒自願前往。宇文駿支持武昭儀推行科舉，與上官儀斷絕師徒關係。明崇儼、宇文駿到夏飛煙處喝酒，明崇儼的烏孫彎刀被盜，他的身世由此受到懷疑。明慧大師不願受長孫等人擺佈，自焚身死。
宇文駿為師父之死要與明崇儼決鬥，武昭儀雖從中調解，但二人還是先後決定辭官。長孫無忌趁機逮捕狄仁傑，還建議廢掉武昭儀，終於高宗令武昭儀再回感業寺，但武昭儀以兩個兒子動之以情，得以留宮。長孫無忌和王皇后再串通玉清師太誣告武昭儀私通馮小寶和明崇儼，最後夏飛煙請來宇文駿，以滴血的方法證明二子確為高宗骨血。上官儀為拉攏宇文駿，撮合婉兒和宇文駿成婚。皇后請術士作法害武昭儀中邪，明崇儼請喬叔醫治。喬叔建議宇文駿給高宗下藥，令高宗也出現中邪症狀。高宗追查之下發現躲在皇后宮內的術士，大怒之下要處死皇后，在群臣求情下才作罷，但武昭儀殺死親生女兒嫁禍皇后，高宗最終廢掉王皇后，改立武昭儀為后。武后為保權位，先後迫死廢后王氏與親姊賀蘭夫人，又殺害舊臣上官儀和長孫無忌，但高宗因寵信武后而加以迴護。
公元674年，高宗及武后稱「天皇」、「天后」，合稱「二聖」，太子李弘、雍王李賢均不欲武后臨朝，更聽信謠言指稱二人為賀蘭夫人親出。李弘被廢後不久被毒殺，矛頭直指武后。高宗駕崩，李賢受裴炎和駱賓王鼓動欲謀害武后，事敗被貶；武后之後再平定徐敬業、裴炎、駱賓王等人發起的討武兵變，至此所有稱帝障礙皆已掃除，大唐江山傾覆在即。一直反對武后臨朝及稱帝的宇文駿見狀，只得辭官歸隱；明崇儼被李賢追殺，連累夏非煙犧牲，意興闌珊，在武后決意稱帝後心願得償，亦離她而去。天授元年（公元690年），武后終於稱帝，建立大周。武媚娘治下國泰民安，但轉眼已垂垂老矣。年邁的宇文駿和明崇儼回到京城，見到媚娘及狄仁傑等故人，恍如隔世。公元705年，唐中宗復位，尊武媚娘為則天大聖皇帝。

## 演員表
- 馮寶寶 飾 武則天
- 劉永、曾偉權 飾 明崇儼，孤兒，設計為報滅門之仇。是宇文駿的同門師兄弟
- 魯振順 飾 唐高宗，武媚娘的第二任丈夫
- 潘志文 飾 宇文駿，是宮中的夫子，武媚娘的老師及朋友，明崇儼的同門師兄弟
- 蔣金 飾 馮小寶
- 劉紅芳 飾 上官婉兒
- 斑斑 飾 王盈盈（王皇后）
- 陳彩燕 飾 蕭惠芝（蕭淑妃）
- 江漢 飾 唐太宗，是唐高宗、李承乾及李泰的父皇，武媚娘的第一任丈夫
- 白韻琴 飾 長孫皇后，是唐太宗的皇后
- 金童 飾 李元昌
- 尹建邦 飾 李弘
- 尹天照 飾 李賢
- 侯炳瑩 飾 太平公主
- 王小鳳 飾 夏飛煙，死後封梁國夫人
- 李愛華 飾 賀蘭夫人（韓國夫人）
- 凌文海 飾 長孫無忌
- 徐二牛 飾 袁天綱，是一位道士，能參透天機，唐太宗相信其指點，令武媚娘命運改變
- 李岡 飾 李承乾
- 羅國輝 飾 李泰
- 唐品昌 飾 稱心
- 司馬華龍 飾 上官儀
- 蕭山仁 飾 杜楚客
- 阮令濤 飾 韋挺
- 鄧德光 飾 來俊臣
- 梁錦燊 飾 裴炎
- 關偉倫 飾 駱賓王
- 梁漢威 飾 狄仁傑
- 劉一帆 飾 明慧大師，宇文駿及明崇儼的師父
- 曹查理 飾 庫爾木，烏孫使臣，明崇儼舅父
- 譚榮傑 飾 吐蕃王
- 丁櫻 飾 玉清師太，感業寺住持
- 吳回 飾 巧手胡琴
- 曾偉權、潘志文 飾 張易之、張昌宗

## 軼事
- 此劇是馮寶寶轉投亞洲電視後第一套電視劇，並度身訂造武則天角色由少女時代到臨終時的故事。當年有媒體質疑馮寶寶能否駕馭到角色，結果她憑出色的演技說服了觀眾，此劇令她紅遍全亞洲的華人社會。
- 劇中白韻琴所飾的長孫皇后早逝，卻於唐太宗帶病服藥的一幕復生，亞視事後以字幕向觀眾道歉。
- 劇集拍攝期間，劉永在台灣用刀殺傷前妻戴良純，涉及刑事責任無法回港繼續拍攝，明崇儼中途由曾偉權頂替。

## 外部連結
- 老餅論壇-武則天 （页面存档备份，存于）